# Spanische Formel-4-Meisterschaft 2018
Die spanische Formel-4-Meisterschaft 2018 (offiziell Campeonato de España de Fórmula 4 certified by FIA 2018) war die dritte Saison der spanischen Formel-4-Meisterschaft. Es gab 18 Rennen, die Meisterschaft fand in Spanien und Portugal statt. Die Saison begann am 19. Mai in Alcañiz und endete am 4. November in Los Arcos.

## Teams und Fahrer
Alle Teams und Fahrer verwendeten das Tatuus-Chassis F4-T014. Als Motor kam der Abarth FTJ I4 zum Einsatz. Die Reifen stammten von Hankook.
| Team                            | Auto # | Fahrer                | Status | Rennwochenende | Quelle |
| ------------------------------- | ------ | --------------------- | ------ | -------------- | ------ |
| Drivex School                   | 08     | Javier González       |        | 2–6            |        |
| Drivex School                   | 017    | Nazim Azman           |        | 1              |        |
| Drivex School                   | 021    | Rui Andrade           | R      | 2–6            |        |
| Drivex School                   | 026    | Rafael Villanueva Jr. |        | 1–4            |        |
| Drivex School                   | 030    | Filip Kaminiarz       | R      | 2–6            |        |
| Drivex School                   | 043    | Franco Colapinto      |        | 6              |        |
| Drivex School                   | 096    | Benjamín Roald Goethe | R      | Alle           |        |
| Fórmula de Campeones - Praga F4 | 09     | Petr Ptáček           | R      | 1–3            |        |
| Fórmula de Campeones - Praga F4 | 010    | Kilian Meyer          | R      | 4–6            |        |
| Fórmula de Campeones - Praga F4 | 026    | Rafael Villanueva Jr. | R      | 5–6            |        |
| MP Motorsport                   | 012    | Patrick Schott        | R      | Alle           |        |
| MP Motorsport                   | 017    | Nazim Azman           |        | 2–6            |        |
| MP Motorsport                   | 052    | László Tóth           | R      | 2–6            |        |
| MP Motorsport                   | 064    | Isac Blomqvist        | R      | 1              |        |
| MP Motorsport                   | 888    | Amaury Cordeel        | R      | Alle           |        |
| FA Racing                       | 018    | Guillem Pujeu         |        | Alle           |        |
| NMRT Global Racing Service      | 072    | Xavier Lloveras       |        | 6              |        |

## Rennkalender
Der Rennkalender wurde am 23. November 2017 erstmals präsentiert und wurde am 23. Januar 2018 nochmals angepasst. Es gab sechs Rennwochenenden mit je zwei, drei oder vier Rennen, ein Rennwochenende fand außerhalb Spaniens statt. Ursprünglich waren sieben Rennwochenenden geplant gewesen, jedoch wurde der Lauf in San Sebastián de los Reyes aufgrund zu geringer Teilnehmerzahl abgesagt. Im Vergleich zum Vorjahr flogen Estoril sowie Nogaro aus dem Kalender, neu hinzu kamen nach einjähriger Abstinenz Cheste und Portimão.
| Nr. | Datum         | Rennstrecke                                      | Sieger                                   | Zweiter                                  | Dritter                                  | Pole-Position                            | Schnellste Rennrunde                     |
| --- | ------------- | ------------------------------------------------ | ---------------------------------------- | ---------------------------------------- | ---------------------------------------- | ---------------------------------------- | ---------------------------------------- |
| 01. | 19. Mai       | Motorland Aragón (Alcañiz)                       | Guillem Pujeu                            | Isac Blomqvist                           | Nazim Azman                              | Isac Blomqvist                           | Isac Blomqvist                           |
| 02. | 20. Mai       | Motorland Aragón (Alcañiz)                       | Guillem Pujeu                            | Isac Blomqvist                           | Amaury Cordeel                           | Isac Blomqvist                           | Guillem Pujeu                            |
| 03. | 20. Mai       | Motorland Aragón (Alcañiz)                       | Guillem Pujeu                            | Isac Blomqvist                           | Nazim Azman                              | Amaury Cordeel                           | Guillem Pujeu                            |
| —.  | 02. Juni      | Circuito del Jarama (San Sebastián de los Reyes) | aufgrund zu geringer Teilnehmer abgesagt | aufgrund zu geringer Teilnehmer abgesagt | aufgrund zu geringer Teilnehmer abgesagt | aufgrund zu geringer Teilnehmer abgesagt | aufgrund zu geringer Teilnehmer abgesagt |
| —.  | 03. Juni      | Circuito del Jarama (San Sebastián de los Reyes) | aufgrund zu geringer Teilnehmer abgesagt | aufgrund zu geringer Teilnehmer abgesagt | aufgrund zu geringer Teilnehmer abgesagt | aufgrund zu geringer Teilnehmer abgesagt | aufgrund zu geringer Teilnehmer abgesagt |
| —.  | 03. Juni      | Circuito del Jarama (San Sebastián de los Reyes) | aufgrund zu geringer Teilnehmer abgesagt | aufgrund zu geringer Teilnehmer abgesagt | aufgrund zu geringer Teilnehmer abgesagt | aufgrund zu geringer Teilnehmer abgesagt | aufgrund zu geringer Teilnehmer abgesagt |
| 04. | 23. Juni      | Circuit Ricardo Tormo (Cheste)                   | Javier González                          | Nazim Azman                              | Amaury Cordeel                           | Amaury Cordeel                           | Amaury Cordeel                           |
| 05. | 24. Juni      | Circuit Ricardo Tormo (Cheste)                   | Javier González                          | Petr Ptáček                              | Nazim Azman                              | Petr Ptáček                              | Amaury Cordeel                           |
| 06. | 24. Juni      | Circuit Ricardo Tormo (Cheste)                   | Petr Ptáček                              | Javier González                          | Amaury Cordeel                           | Petr Ptáček                              | Petr Ptáček                              |
| 07. | 06. Juli      | Autódromo Internacional do Algarve (Portimão)    | Amaury Cordeel                           | Petr Ptáček                              | Nazim Azman                              | Javier González                          | Amaury Cordeel                           |
| 08. | 08. Juli      | Autódromo Internacional do Algarve (Portimão)    | Javier González                          | Amaury Cordeel                           | Petr Ptáček                              | Javier González                          | Amaury Cordeel                           |
| 09. | 08. Juli      | Autódromo Internacional do Algarve (Portimão)    | Javier González                          | Nazim Azman                              | Amaury Cordeel                           | Javier González                          | Amaury Cordeel                           |
| 10. | 07. September | Circuit de Barcelona-Catalunya (Montmeló)        | aufgrund von Schlechtwetter abgesagt     | aufgrund von Schlechtwetter abgesagt     | aufgrund von Schlechtwetter abgesagt     | aufgrund von Schlechtwetter abgesagt     | aufgrund von Schlechtwetter abgesagt     |
| 11. | 08. September | Circuit de Barcelona-Catalunya (Montmeló)        | Javier González                          | Amaury Cordeel                           | Nazim Azman                              | Amaury Cordeel                           | Amaury Cordeel                           |
| 12. | 22. September | Circuito de Jerez (Jerez de la Frontera)         | Guillem Pujeu                            | Amaury Cordeel                           | Kilian Meyer                             | Guillem Pujeu                            | Guillem Pujeu                            |
| 13. | 23. September | Circuito de Jerez (Jerez de la Frontera)         | Guillem Pujeu                            | Amaury Cordeel                           | Patrick Schott                           | Amaury Cordeel                           | Guillem Pujeu                            |
| 14. | 23. September | Circuito de Jerez (Jerez de la Frontera)         | Amaury Cordeel                           | Guillem Pujeu                            | Kilian Meyer                             | Amaury Cordeel                           | Amaury Cordeel                           |
| 15. | 03. November  | Circuito de Navarra (Los Arcos)                  | Guillem Pujeu                            | Amaury Cordeel                           | Patrick Schott                           | Xavier Lloveras                          | Amaury Cordeel                           |
| 16. | 03. November  | Circuito de Navarra (Los Arcos)                  | Amaury Cordeel                           | Xavier Lloveras                          | Javier González                          | Amaury Cordeel                           | Guillem Pujeu                            |
| 17. | 04. November  | Circuito de Navarra (Los Arcos)                  | Javier González                          | Franco Colapinto                         | Nazim Azman                              | Javier González                          | Amaury Cordeel                           |
| 18. | 04. November  | Circuito de Navarra (Los Arcos)                  | Franco Colapinto                         | Xavier Lloveras                          | Patrick Schott                           | Javier González                          | Xavier Lloveras                          |

## Wertungen

### Punktesystem
Beim ersten und dritten Rennen bekamen die ersten zehn des Rennens 25, 18, 15, 12, 10, 8, 6, 4, 2 bzw. 1 Punkt(e), beim zweiten Rennen bekamen die ersten acht des Rennens 15, 12, 10, 8, 6, 4, 2 bzw. 1 Punkt(e). Es gab keine Punkte für die Pole-Position, für die schnellste Rennrunde wurde eine gesonderte Wertung geführt (Trofeo Gulfer). In die Teamwertung wurde der bestplatzierte Fahrer pro Rennwochenende gewertet. In der Fahrerwertung wurden die zwei schlechtesten Ergebnisse gestrichen (Streichergebnis).
| Punkteverteilung | Punkteverteilung | Punkteverteilung | Punkteverteilung | Punkteverteilung | Punkteverteilung | Punkteverteilung | Punkteverteilung | Punkteverteilung | Punkteverteilung | Punkteverteilung | Punkteverteilung | Punkteverteilung |
| ---------------- | ---------------- | ---------------- | ---------------- | ---------------- | ---------------- | ---------------- | ---------------- | ---------------- | ---------------- | ---------------- | ---------------- | ---------------- |
| Platz            | 1                | 2                | 3                | 4                | 5                | 6                | 7                | 8                | 9                | 10               | PP               | SR               |
| Rennen 1 & 3     | 25               | 18               | 15               | 12               | 10               | 8                | 6                | 4                | 2                | 1                | –                | –                |
| Rennen 2         | 15               | 12               | 10               | 8                | 6                | 4                | 2                | 1                | 0                | 0                | –                | –                |

### Fahrerwertung
| Pos. | Fahrer            | ALC | ALC | ALC | CRT | CRT | CRT | ALG | ALG | ALG | CAT | CAT | JER | JER | JER | NAV | NAV | NAV | NAV | Punkte |
| Pos. | Fahrer            | R1  | R2  | R3  | R1  | R2  | R3  | R1  | R2  | R3  | R1  | R2  | R1  | R2  | R3  | R1  | R2  | R3  | R4  | Punkte |
| ---- | ----------------- | --- | --- | --- | --- | --- | --- | --- | --- | --- | --- | --- | --- | --- | --- | --- | --- | --- | --- | ------ |
| 01   | A. Cordeel        | DSQ | 3   | 6   | 3   | 11* | 3   | 1   | 2   | 3   | C   | 2   | 2   | 2   | 1   | 2   | 1   | 11  | 7   | 208    |
| 02   | J. González       |     |     |     | 1   | 1   | 2   | 5   | 1   | 1   | C   | 1   | 4   | DNF | 7   | 4   | 3   | 1   | 5   | 204    |
| 03   | G. Pujeu          | 1   | 1   | 1   | 6   | 4   | DNF | 4   | DNF | 4   | C   | DNF | 1   | 1   | 2   | 1   | 4   | DNF | 6   | 200    |
| 04   | N. Azman          | 3   | 4   | 3   | 2   | 3   | 4   | 3   | 4   | 2   | C   | 3   | 6   | 10  | 5   | 8   | 6   | 3   | 4   | 183    |
| 05   | P. Schott         | 4   | 7   | 4   | 4   | 9   | 5   | 6   | 5   | DNF | C   | 7   | 5   | 3   | 6   | 3   | 11  | 9   | 3   | 123    |
| 06   | R. Villanueva Jr. | 5   | 6   | 5   | 8   | 5   | 6   | 7   | 7   | 5   | C   | 9   | 9   | 6   | 4   | 11  | 7   | 6   | 8   | 91     |
| 07   | P. Ptáček         | 6   | 5   | 7   | DNF | 2   | 1   | 2   | 3   | DNF |     |     |     |     |     |     |     |     |     | 85     |
| 08   | K. Meyer          |     |     |     |     |     |     |     |     |     | C   | 4   | 3   | 4   | 3   | 7   | 10  | 4   | 11  | 68     |
| 09   | F. Colapinto      |     |     |     |     |     |     |     |     |     |     |     |     |     |     | 5   | 5   | 2   | 1   | 49     |
| 10   | I. Blomqvist      | 2   | 2   | 2   |     |     |     |     |     |     |     |     |     |     |     |     |     |     |     | 48     |
| 11   | L. Tóth           |     |     |     | 5   | 6   | 7   | 8   | 6   | 7   | C   | 8   | 10  | 9   | 8   | 12  | 9   | 8   | 12  | 47     |
| 12   | R. Andrade        |     |     |     | 9   | 8   | 9   | 10  | 8   | 6   | C   | 5   | 8   | 8   | 9   | 13  | 8   | 5   | 10  | 43     |
| 13   | B. Goethe         | DNF | 8   | DNF | 7   | 10  | 8   | 11  | DNF | DNF | C   | 6   | 7   | 5   | 11  | 9   | DNF | 7   | 9   | 39     |
| 14   | X. Lloveras       |     |     |     |     |     |     |     |     |     |     |     |     |     |     | 6   | 2   | DNF | 2   | 32     |
| 15   | F. Kaminiarz      |     |     |     | 10  | 7   | DNF | 9   | DNF | 8   | C   | DNF | DNF | 7   | 10  | 10  | DNF | 10  | 13  | 14     |
| Pos. | Fahrer            | R1  | R2  | R3  | R1  | R2  | R3  | R1  | R2  | R3  | R1  | R2  | R1  | R2  | R3  | R1  | R2  | R3  | R4  | Punkte |
| Pos. | Fahrer            | ALC | ALC | ALC | CRT | CRT | CRT | ALG | ALG | ALG | CAT | CAT | JER | JER | JER | NAV | NAV | NAV | NAV | Punkte |

| Legende       | Legende                        | Legende                                                              |
| Farbe         | Abkürzung                      | Bedeutung                                                            |
| ------------- | ------------------------------ | -------------------------------------------------------------------- |
| Gold          | –                              | Sieg                                                                 |
| Silber        | –                              | 2. Platz                                                             |
| Bronze        | –                              | 3. Platz                                                             |
| Grün          | –                              | 4. bis 10. Platz                                                     |
| Hellblau      | –                              | 10. Platz aufwärts (punktberechtigt)                                 |
| Blau          | –                              | Klassifiziert außerhalb der Punkteränge                              |
| Dunkelblau    | –                              | Klassifiziert innerhalb der Punkteränge aber keine Punktberechtigung |
| Violett       | DNF                            | Rennen nicht beendet (did not finish)                                |
| Violett       | NC                             | nicht klassifiziert (not classified)                                 |
| Rot           | DNQ                            | nicht qualifiziert (did not qualify)                                 |
| Rot           | DNPQ                           | in Vorqualifikation gescheitert (did not pre-qualify)                |
| Schwarz       | DSQ                            | disqualifiziert (disqualified)                                       |
| Weiß          | DNS                            | nicht am Start (did not start)                                       |
| Weiß          | WD                             | zurückgezogen (withdrawn)                                            |
| ohne          | PO                             | nur am Training teilgenommen (practiced only)                        |
| ohne          | DNP                            | nicht am Training teilgenommen (did not practice)                    |
| ohne          | INJ                            | verletzt oder krank (injured)                                        |
| ohne          | EX                             | ausgeschlossen (excluded)                                            |
| ohne          | DNA                            | nicht erschienen (did not arrive)                                    |
| ohne          | C                              | Rennen abgesagt (cancelled)                                          |
| ohne          | keine Teilnahme                |                                                                      |
| sonstige      | P/fett                         | Pole-Position                                                        |
| sonstige      | SR/kursiv                      | Schnellste Rennrunde                                                 |
| sonstige      | Q                              | Extrapunkte für Pole-Position                                        |
| sonstige      | X                              | Extrapunkte für gewonnene Positionen                                 |
| sonstige      | *                              | nicht im Ziel, aufgrund der zurückgelegten Distanz aber gewertet     |
| sonstige      | ()                             | Streichresultate                                                     |
| unterstrichen | Führender in der Gesamtwertung |                                                                      |

### Teamwertung
| Pos. | Team                            | ALC | ALC | ALC | CRT | CRT | CRT | ALG | ALG | ALG | CAT | CAT | JER | JER | JER | NAV | NAV | NAV | NAV | Punkte |
| Pos. | Team                            | R1  | R2  | R3  | R1  | R2  | R3  | R1  | R2  | R3  | R1  | R2  | R1  | R2  | R3  | R1  | R2  | R3  | R4  | Punkte |
| ---- | ------------------------------- | --- | --- | --- | --- | --- | --- | --- | --- | --- | --- | --- | --- | --- | --- | --- | --- | --- | --- | ------ |
| 01   | MP Motorsport                   | 2   | 2   | 2   | 2   | 3   | 3   | 1   | 2   | 2   | C   | 2   | 2   | 2   | 1   | 2   | 1   | 3   | 3   | 277    |
| 02   | Drivex School                   | 3   | 4   | 3   | 1   | 1   | 2   | 5   | 1   | 1   | C   | 1   | 4   | 5   | 7   | 4   | 3   | 1   | 1   | 257    |
| 03   | FA Racing                       | 1   | 1   | 1   | 6   | 4   | DNF | 4   | DNF | 4   | C   | DNF | 1   | 1   | 2   | 1   | 4   | DNF | 6   | 200    |
| 04   | Fórmula de Campeones - Praga F4 | 6   | 5   | 7   | DNF | 2   | 1   | 2   | 3   | DNF | C   | 4   | 5   | 4   | 3   | 7   | 7   | 4   | 8   | 151    |
| 05   | NMRT Global Racing Service      |     |     |     |     |     |     |     |     |     |     |     |     |     |     | 6   | 2   | DNF | 2   | 32     |
| Pos. | Team                            | R1  | R2  | R3  | R1  | R2  | R3  | R1  | R2  | R3  | R1  | R2  | R1  | R2  | R3  | R1  | R2  | R3  | R4  | Punkte |
| Pos. | Team                            | ALC | ALC | ALC | CRT | CRT | CRT | ALG | ALG | ALG | CAT | CAT | JER | JER | JER | NAV | NAV | NAV | NAV | Punkte |

| Legende       | Legende                        | Legende                                                              |
| Farbe         | Abkürzung                      | Bedeutung                                                            |
| ------------- | ------------------------------ | -------------------------------------------------------------------- |
| Gold          | –                              | Sieg                                                                 |
| Silber        | –                              | 2. Platz                                                             |
| Bronze        | –                              | 3. Platz                                                             |
| Grün          | –                              | 4. bis 10. Platz                                                     |
| Hellblau      | –                              | 10. Platz aufwärts (punktberechtigt)                                 |
| Blau          | –                              | Klassifiziert außerhalb der Punkteränge                              |
| Dunkelblau    | –                              | Klassifiziert innerhalb der Punkteränge aber keine Punktberechtigung |
| Violett       | DNF                            | Rennen nicht beendet (did not finish)                                |
| Violett       | NC                             | nicht klassifiziert (not classified)                                 |
| Rot           | DNQ                            | nicht qualifiziert (did not qualify)                                 |
| Rot           | DNPQ                           | in Vorqualifikation gescheitert (did not pre-qualify)                |
| Schwarz       | DSQ                            | disqualifiziert (disqualified)                                       |
| Weiß          | DNS                            | nicht am Start (did not start)                                       |
| Weiß          | WD                             | zurückgezogen (withdrawn)                                            |
| ohne          | PO                             | nur am Training teilgenommen (practiced only)                        |
| ohne          | DNP                            | nicht am Training teilgenommen (did not practice)                    |
| ohne          | INJ                            | verletzt oder krank (injured)                                        |
| ohne          | EX                             | ausgeschlossen (excluded)                                            |
| ohne          | DNA                            | nicht erschienen (did not arrive)                                    |
| ohne          | C                              | Rennen abgesagt (cancelled)                                          |
| ohne          | keine Teilnahme                |                                                                      |
| sonstige      | P/fett                         | Pole-Position                                                        |
| sonstige      | SR/kursiv                      | Schnellste Rennrunde                                                 |
| sonstige      | Q                              | Extrapunkte für Pole-Position                                        |
| sonstige      | X                              | Extrapunkte für gewonnene Positionen                                 |
| sonstige      | *                              | nicht im Ziel, aufgrund der zurückgelegten Distanz aber gewertet     |
| sonstige      | ()                             | Streichresultate                                                     |
| unterstrichen | Führender in der Gesamtwertung |                                                                      |

### Trofeo Galfer
| Pos. | Fahrer          | Punkte |
| ---- | --------------- | ------ |
| 01   | Amaury Cordeel  | 9      |
| 02   | Guillem Pujeu   | 5      |
| 03   | Isaac Blomqvist | 1      |
| 03   | Petr Ptáček     | 1      |
| 03   | Xavier Lloveras | 1      |